# Einherjer
Еинхерјер (Einherjer) је викинг метал бенд из Хаугесунда (Норвешка), основан 1993. Неки од њихових албума садржавали су јак утицај фолка, док остали албуми изводе нешто традиционалнији блек метал. Теме песама овог бенда најчешће су викиншке легенде, и сваки албум има одређену тему. Бенд се распао почетком 2004. убрзо након издавања љиховог последњег албума Blot у децембру 2003.
Име бенда преузето је из нордијске митологије где реч Еинхерјар описује пале ратнике отишле у Валхалу.
У децембру 2004, чланови састава Еинхерјера стварају треш метал бенд Батерд (Battered) заједно са Оле Молдсетером на бас-гитари.

## Последњи састав
- Фроде Глезнес - гитара и вокал
- Аксел Херлое - гитара
- Герхард Сторсанд - бубњеви

## Дискографија
Студијски албуми
- Dragons of the North (1996)
- Odin Owns Ye All (1998)
- Norwegian Native Art (2000)
- Blot (2003)
- Norrøn (2011)
- Av oss, for oss (2014)
- Norrøne spor (2018)
- North Star (2021)

ИП-и
- Leve vikingånden (1995)
- Far Far North (1998)

Демо урадци
- Aurora Borealis (1994)
- 2002 Demo (2002)